# 布沙
48°20′31″N 28°7′8″E / 48.34194°N 28.11889°E

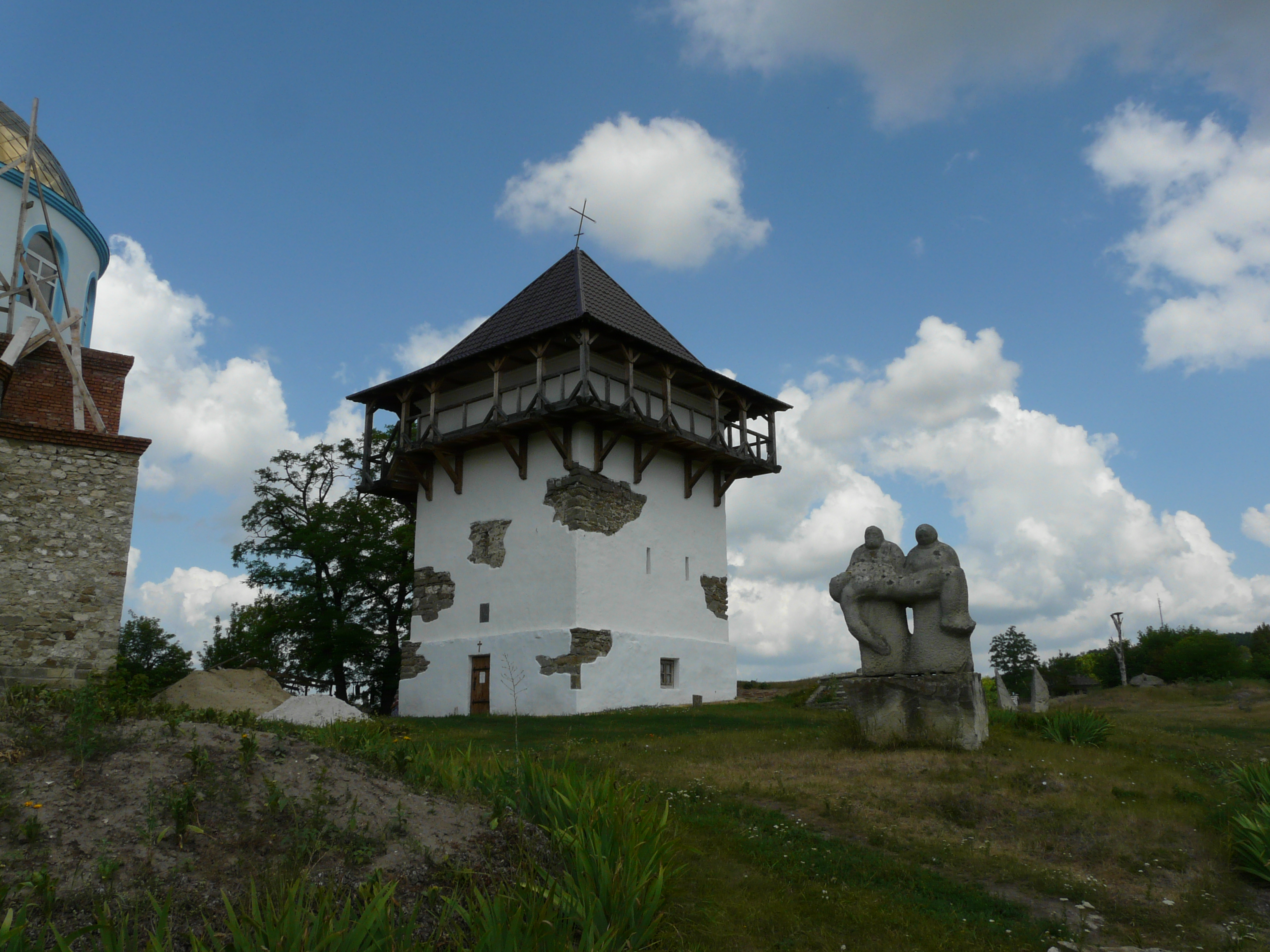
布沙的一处纪念堂

布沙（羅馬化：Busha）是烏克蘭的村落，位於該國西南部文尼察州，由莫希利夫-波季利斯基區負責管轄，始建於1300年，面積2.87平方公里，海拔高度108米，2021年人口800，人口密度每平方公里295.12人。